# إفراين خواريز
إفراين خواريز فالديز (بالإسبانية: Efraín Juárez Valdez) (مواليد 22 فبراير 1988 في مكسيكو) لاعب كرة قدم مكسيكي يلعب حاليا في نادي يونيفيرسيداد ناسيونال المكسيكي .

## روابط خارجية
- إفراين خواريز على موقع الاتحاد الدولي (مؤرشف)  (الإنجليزية)
- إفراين خواريز على موقع اتحاد النرويج (النرويجية)
- إفراين خواريز على موقع الدوري الأمريكي (الإنجليزية)
- إفراين خواريز على موقع قاعدة بيانات كرة القدم.إي يو (الإنجليزية)
- إفراين خواريز على موقع ناشيونال فوتبول تيمز (الإنجليزية)
- إفراين خواريز على موقع Soccerbase.com (لاعب) (الإنجليزية)
- إفراين خواريز على موقع Soccerway.com (الإنجليزية)
- إفراين خواريز على موقع عالم كرة القدم.نت (الإنجليزية)
- إفراين خواريز على موقع AS.com (الإسبانية)